# Martwa natura (obraz Tomasza Lisiewicza)
Martwa natura – obraz olejny namalowany przez polskiego malarza Tomasza Lisiewicza pomiędzy 1878–1887, znajdujący się w zbiorach Muzeum Akademii Sztuk Pięknych w Krakowie. Przedmioty przedstawione na obrazie są rekwizytami ze szkoły malarstwa historycznego Jana Matejki. 

## Opis
Historyzująca martwa natura przedstawia srebrny lub cynowy talerz na czerwonej draperii, na którym leżą rapier lub szpada z jelcem typu kosz dzwonowy, hełm armet w typie maksymiliańskim oraz złocony buzdygan. Po lewej stronie obok talerza widoczne jest jasnobrązowe futro. Tło kompozycji naśladujące historyczne kurdybany (skórzane tapety) namalowane zostało w harmonijnych brązach i pokryte jest delikatnymi, ledwie widocznymi ornamentami.